# Ульріх фон Гермар
Альберт Вільгельм Бруно Ульріх фон Гермар (нім. Albert Wilhelm Bruno Ullrich von Germar; 17 листопада 1876, Бромберг — 27 лютого 1948, Бланкенбург) — німецький офіцер, генерал-майор вермахту. Кавалер ордена Pour le Mérite.

## Біографія
Представник знатного тюринзького роду. Син оберстлейтенанта Прусської армії Бруно фон Гермара (1832–1892) і його дружини Елізабет, уродженої Кремніц (1845–1927).
22 березня 1895 року вступив в піхотний полк «Великий герцог Фрідріх Франц II Мекленбург-Шверінзький» (4-й бранденбурзький) №24. Пізніше призначений ад'ютантом командування 3-го військового району Берліна. З 1 жовтня 1904 по 21 липня 1907 року навчався у Військовій академії. З 20 грудня 1910 року — ад'ютант інспекції ландверу в Берліні. З 1 жовтня 1913 року — командир роти піхотного полку «Граф Бозе» (1-го тюринзького) №34. Учасник Першої світової війни. З 1 серпня 1914 року — ад'ютант 18-ї резервної дивізії. З 1 жовтня 1914 року —  командир 1-го батальйону 233-го резервного піхотного полку. Відзначився під час Весняного наступу. 31 березня 1918 року важко поранений і до кінця війни перебував у шпиталі.
З січня 1919 року служив на прикордонній ділянці «Схід». З 1 жовтня 1920 року — командир 3-го батальйону 4-го піхотного полку. З 1 жовтня 1921 року служив в Імперському військовому міністерстві, з 1 лютого 1923 року — в штабі 3-ї дивізії. 28 лютого 1923 року звільнений у відставку.
15 жовтня 1932 року повернувся в армію як цивільний службовець, служив в комендатурі Дойч-Кроне. 1 жовтня 1933 року зарахований в земельну оборону і призначений командиром військового району Штольпа. З 5 березня 1935 року — офіцер служби комплектування. 1 березня 1941 року зарахований на дійсну службу. 31 серпня 1942 року звільнений у відставку.

## Звання
- Фенріх (22 березня 1895)
- Лейтенант (27 січня 1896)
- Оберлейтенант (18 жовтня 1904)
- Гауптман (20 грудня 1910)
- Майор (25 листопада 1916)
- Оберстлейтенант (28 вересня 1921)
- Оберст (1 березня 1937)
- Генерал-майор запасу (27 серпня 1939)
- Генерал-майор (1 березня 1941)

## Нагороди
- Столітня медаль
- Залізний хрест 2-го і 1-го класу
- Хрест «За заслуги у війні» (Саксен-Мейнінген)
- Хрест «За військові заслуги» (Австро-Угорщина) 3-го класу з військовою відзнакою
- Королівський орден дому Гогенцоллернів, лицарський хрест з мечами
- Pour le Mérite (22 квітня 1918)
- Нагрудний знак «За поранення» в чорному
- Хрест «За вислугу років» (Пруссія) (25 років)
- Почесний хрест ветерана війни з мечами
- Медаль «За вислугу років у Вермахті» 4-го, 3-го, 2-го і 1-го класу (25 років)
- Хрест Воєнних заслуг 2-го класу з мечами